# Jan Alfred Szczepański
Jan Alfred Szczepański, pseudonim Jaszcz (ur. 9 listopada 1902 w Krakowie, zm. 20 marca 1991 w Warszawie) – literat, publicysta, krytyk teatralny i filmowy, jeden z czołowych polskich taterników i alpinistów okresu międzywojennego. Syn pisarza Ludwika Szczepańskiego, brat Alfreda Szczepańskiego i wnuk Alfreda Szczepańskiego.

## Życiorys
Ukończył polonistykę na Uniwersytecie Jagiellońskim. W 1922 związany był z grupą młodych poetów krakowskich, określających się jako negatywiści.
Taternictwo uprawiał od 1922 r., dokonując wielu pierwszych wejść, z których najważniejsze to:
- zachodnią i wschodnią ścianą na Zadni Kościelec,
- północną ścianą na Świstową Czubę,
- Zadnia Bednarzowa Turnia z Doliny Hlińskiej,
- północno-zachodnią ścianą na Lodowy Szczyt,
- wschodnią ścianą na Gerlach,
- północną ścianą na Wielką Jaworową Turnię,
- północną ścianą na Mały Ostry Szczyt,
- wschodnią ścianą na Baranie Rogi.

Wśród jego osiągnięć zimowych należy wymienić pierwsze wejścia:
- od północy na Krótką,
- wschodnią ścianą na Małego Młynarza,
- wschodnią ścianą na Jastrzębią Turnię,
- północną ścianą na Mały Kieżmarski Szczyt.

Brał udział w polskich wyprawach w Alpy, Atlas i Andy. W dniach 31 lipca – 1 sierpnia 1927 r. wraz z Wincentym Birkenmajerem, Janem Kazimierzem Dorawskim i Jerzym Golczem dokonał drugiego w historii całkowitego przejścia południowej ściany La Meije w grupie górskiej Écrins w Alpach Francuskich. W 1937 r. podczas Drugiej Polskiej Wyprawy Andyjskiej wraz z Justynem Wojsznisem dokonał pierwszego wejścia na Ojos del Salado, drugi co do wysokości szczyt Ameryki Południowej.
Jako krytyk teatralny współpracował z miesięcznikiem „Teatr” i „Trybuną Ludu”. W 1969 był członkiem Komisji Nagród Ministerstwa Kultury i Sztuki. Autor książek. W roku 1954 wydał książkę pt. Wyprawa do księżycowej ziemi, opowiadającą o Drugiej Polskiej Wyprawie w Andy, w której uczestniczył blisko 20 lat wcześniej. Następnie wydał książkę pt. Przygody ze skałą, dziewczyną i śmiercią, poświęconą pamięci zmarłych śmiercią górską towarzyszy tatrzańskich wypraw autora (Warszawa, 1956). Także autor książki o zawodach sportowych w świecie starożytnym pt. Od Olimpii do olimpiad (Kraków, 1980).
Jest autorem przesądu mówiącego, że człowiek, który zobaczył widmo Brockenu, umrze w górach. Ujrzenie zjawiska po raz trzeci ma odczyniać urok.
Jest pochowany w Krakowie na cmentarzu Rakowickim w kwaterze M, rząd płd.-zach.

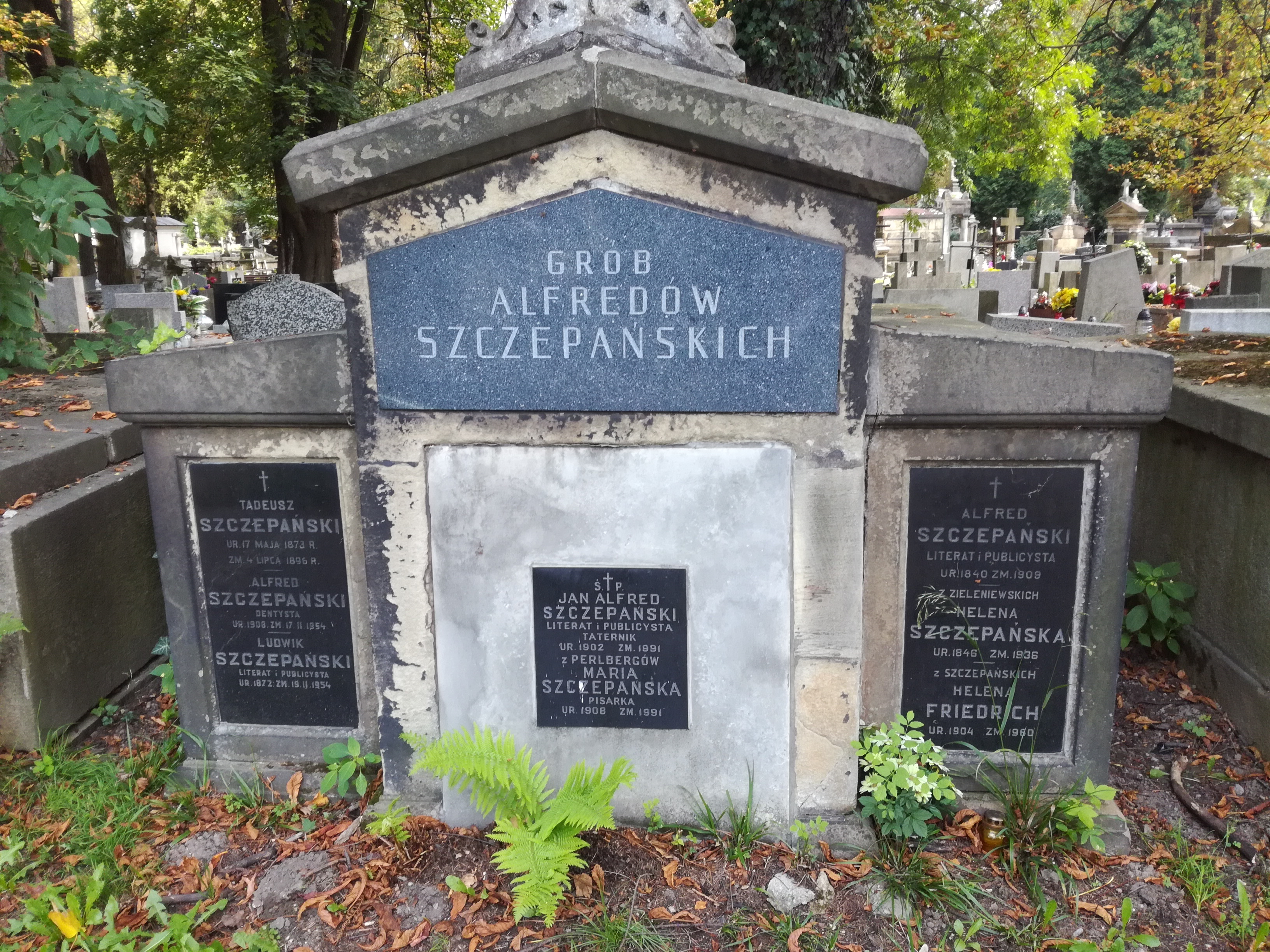
Grób Jana Alfreda i Ludwika Szczepańskich na cmentarzu Rakowickim